# MC Ren
MC Ren, właściwie Lorenzo Jerald Patterson (ur. 14 czerwca 1969 w mieście Compton w hrabstwie Los Angeles) – amerykański raper. Były członek Hip Hopowej grupy N.W.A (Niggaz With Attitude).

## Życiorys

### Wczesne lata
Urodzony i wychowany w Compton, w jednym z najbardziej niebezpiecznych miejsc w Stanach Zjednoczonych. Prowadził spokojne życie, uczęszczając do liceum Dominguez w swoim rodzinnym mieście.

### Kariera
W wolnych chwilach słuchał rapu. Sytuacja ta zmieniła się całkowicie kiedy starszy brat Lorenzo zapoznał go z charyzmatycznym liderem grupy N.W.A – Eazym-E. Obaj przypadli sobie do gustu, dzięki czemu jeszcze w tym samym roku Ren wraz z DJ-em Yella dołączył do grupy. Po roku spędzonym w studio nagraniowym grupa wydaje legendarny album Straight Outta Compton. Album odnosi ogromny sukces, a grupa z zachodniego wybrzeża osiąga wielką sławę. Pośredni wpływ na to ma między innymi fakt, iż jako pierwsi artyści hip-hopowi popadają w otwarty konflikt z policją, spowodowany umieszczeniem na kompozycji wiele mówiącego kawałka „Fuck Tha Police”. Album ma ogromny wpływ na dalszy rozwój hip-hopu. Mimo niewątpliwego sukcesu atmosfera w grupie coraz bardziej się pogarsza. Jeszcze przed wydaniem EP-ki 100 Miles and Runnin’ w 1990 roku, z grupy odchodzi Ice Cube. MC Ren staje się ważniejszym członkiem N.W.A, niestety po tym jak zespół opuszcza Dr. Dre, zakładając wytwórnię Death Row, jedna z najważniejszych ekip w historii rapu nieuchronnie się rozpada.
Mimo to Ren nie załamuje się i wydaje w 1992 roku, pod okiem Eazy'ego-E świetną EP-kę pod znamiennym tytułem Kizz My Black Azz. Osiąga ona status platyny. Rok później R-E-N wypuszcza swojego pierwszego pełnoprawnego longplaya – Shock Of The Hour, który, mimo iż zostaje surowo przyjęty przez krytyków, to również odnosi spory sukces.
Później nadchodzi dla MC Rena bardzo trudny okres. W 1995 roku na AIDS umiera Eazy-E, pozostawiając wytwórnię Ruthless Records, którego członkiem był Ren, a zaledwie rok później w pożarze swego domu ginie DJ Train, przyjaciel i osobisty producent Lorenzo. Jemu właśnie MC Ren dedykuje „krążek” The Villain In Black, który ma swoją premierą pół roku po śmierci przyjaciela i wyprzedaje się w liczbie około 700.000 egzemplarzy. Dwa lata później, przed opuszczeniem Ruthless wychodzi kolejny album Rena, pt Ruthless For Life. Lorenzo wielokrotnie wspomina w nim swojego przyjaciela Eazy'ego, a także wyraża swoją wdzięczność całemu imperium Ruthless.
Rok później Ren pojawia się w utworze „Some L.A. Niggaz” z płyty 2001 – Dr. Dre. Lorenzo nie nagrywa jednak żadnej ze zwrotek, a słyszymy go w krótkim intro w utworze.
W 2000 roku udziela się gościnnie wraz z Dr. Dre na płycie War & Peace – Volume 2 (The Peace Disc) – rapera Ice Cube-a, czego efektem jest wspólny utwór „Hello”, do którego powstał teledysk. The Villain in Black bierze udział w trasie koncertowej „Up In Smoke Tour”, na której to słyszymy go właśnie w powyższym utworze.
W 2004 r. Ren wydaje film DVD zatytułowany Lost in the Game.
Dwa lata później, w 2006 roku, MC Ren pojawia się na mikstejpie DJ-a Crazy Toones-a „It's A CT Experience”, gdzie nagrywa wspólnie z Xzibitem, WC i Maylay-em utwór „Roll On Em”, do którego powstaje też teledysk. Również w tym roku możemy również usłyszeć Rena na płycie grupy Public Enemy – Rebirth of a Nation. R-E-N pojawia się w utworach „Raw Shit”, a także „Hard Truth Soldiers”, na których oprócz Lorenzo gościnnie udzielają się Paris, Dead Prez, a także Conscious Daughters. MC Ren należał do gangu Crips (Rollin 60's NeighBKorhood Crips).
W 2009 roku, po 11 latach przerwy w karierze solowej, MC Ren wydaje album Renincarnated, na którym znajduje się 10 premierowych utworów.

## Dyskografia
| Rok  | Tytuł                                                                       | Notowania | Notowania | Certyfikacje        |
| Rok  | Tytuł                                                                       | U.S.      | U.S. R&B  | Certyfikacje        |
| ---- | --------------------------------------------------------------------------- | --------- | --------- | ------------------- |
| 1992 | Kizz My Black Azz - Data wydania: 30 czerwca, 1992 - Wytwórnia: Ruthless    | 12        | 10        | - US: platyna       |
| 1993 | Shock of the Hour - Data wydania: 16 listopada, 1993 - Wytwórnia: Ruthless  | 22        | 1         | US: platynowa płyta |
| 1996 | The Villain in Black - Data wydania: 9 kwietnia, 1996 - Wytwórnia: Ruthless | 31        | 7         | US: złota płyta     |
| 1998 | Ruthless for Life - Data wydania: 30 czerwca, 1998 - Wytwórnia: Ruthless    | 100       | 14        | US: złota płyta     |
| 2009 | Renincarnated - Data wydania: 31 października, 2009 - Wytwórnia: Villain    | –         | –         |                     |

## Single

### Solowe
| Rok  | Utwór                       | U.S. Hot 100 | U.S. R&B | U.S. Rap | Album                |
| ---- | --------------------------- | ------------ | -------- | -------- | -------------------- |
| 1992 | „Final Frontier”            | -            | 80       | 17       | Kizz My Black Azz    |
| 1993 | „May Day on the Front Line” | -            | -        | -        | Shock of the Hour    |
| 1993 | „Same Ol' Shit”             | 90           | 62       | 11       | Shock of the Hour    |
| 1993 | „Fuck What Ya Heard”        | -            | -        | -        | Shock of the Hour    |
| 1996 | „Keep It Real”              | -            | -        | 43       | The Villain In Black |
| 1996 | „Mad Scientist”             | -            | -        | -        | The Villain In Black |
| 1998 | „Ruthless for Life”         | -            | 61       | 13       | Ruthless for Life    |
| 2009 | „Renincarnated”             | -            | -        | -        | Renincarnated        |

### Gościnnie
| Rok  | Utwór                                 | U.S. Hot 100 | U.S. R&B | U.S. Rap | UK Charts | Album                               |
| ---- | ------------------------------------- | ------------ | -------- | -------- | --------- | ----------------------------------- |
| 1988 | We Want Eazy (feat. Dr. Dre & MC Ren) | -            | 43       | 7        | -         | Eazy-Duz-It                         |
| 2000 | Hello (featuring Dr. Dre & MC Ren)    | -            | 50       | -        | -         | War & Peace Vol. 2 (The Peace Disc) |